# Sax (canción)
«Sax» —en español: «Saxofón»— es el sencillo debut de la cantante, rapera y compositora británica Fleur East, de su álbum debut Love, Sax and Flashbacks (2015). Fue lanzado como sencillo principal del álbum el 6 de noviembre de 2015 por Syco Records.
La canción fue un éxito comercial, alcanzando el número 3 en el Reino Unido y en septiembre de 2016 fue certificado platino en el territorio por la BPI.

## Video musical
El video musical oficial de «Sax» se lanzó el 26 de noviembre de 2015. Fue dirigido por Colin Tilley, siendo el video musical más colorido dirigido por él. Muestra a Fleur sonriendo y caminando en un túnel cuadrado de cinco colores, y luego la muestra con algunos bailarines en un colorido fondo cambiante. El 15 de junio de 2016, se lanzó otro video musical, titulado «Sax in the City», para la canción. Cuenta con East en diferentes partes de la ciudad de Nueva York.

## Uso en los medios
«Sax» se usó en el anuncio televisivo de Navidad de 2015 de Asda. También apareció en un anuncio de televisión de TMI a finales de diciembre de 2015. 
En Australia, Network Ten lo utilizó en promociones promocionando su programación de 2016, particularmente I'm a Celebrity...Get Me Out of Here!.
En Estados Unidos, ABC lo utilizó en las promociones que promocionan a Uncle Buck, protagonizado por Mike Epps, que se estrenó el 14 de junio de 2016.
En 2017, la canción se utilizó en la película Smurfs: The Lost Village.
En México, se utilizó en un anuncio de la compañía de seguros GNP Seguros en 2018.
La canción está en Just Dance Unlimited basado en suscripción, como exclusiva de Just Dance 2018.
En 2018, la canción se utilizó en las películas Nobody's Fool y Johnny English Strikes Again.
En Chile, se utilizó en la promo de invierno de Canal 13 en 2021.

## Lista de canciones
Descarga digital
1. «Sax» – 3:56

Digital download – The Selection EP
1. «Sax» (Dance Rehearsal) [Video] – 3:56
2. «Sax» (Wideboys Remix) – 4:02
3. «Sax» (LuvBug Remix) – 3:36
4. «Sax» (Steve Smart Remix) – 3:34
5. «Sax» (Interview) – 3:57

Otra versión
«Sax» (Wideboys Club Mix) – 6:05

## Posicionamiento en listas

### Listas semanales
| Listas (2015–2016)                          | Mejor posición |
| ------------------------------------------- | -------------- |
| Argentina (Los 40 Principales)              | 13             |
| Australia (ARIA)                            | 25             |
| Austria (Ö3 Austria Top 40)                 | 41             |
| Bélgica (Flandes) (Ultratop 50)             | 25             |
| Bélgica (Valonia) (Ultratip Bubbling Under) | 1              |
| Costa Rica (Los 40 Principales)             | 2              |
| República Checa (Rádio Top 100)             | 99             |
| República Checa (Singles Digitál Top 100)   | 43             |
| Finlandia (Suomen virallinen latauslista)   | 20             |
| Francia (SNEP)                              | 200            |
| Alemania (Offizielle Deutsche Charts)       | 42             |
| Hungría (Rádiós Top 40)                     | 1              |
| Hungría (Dance Top 40)                      | 18             |
| Hungría (Single Top 40)                     | 4              |
| Irlanda (IRMA)                              | 5              |
| Israel (Media Forest)                       | 8              |
| Países Bajos (Dutch Top 40)                 | 19             |
| Países Bajos (Mega Single Top 100)          | 35             |
| Polonia (Polish Airplay Top 100)            | 50             |
| Escocia (Scottish Singles Sales Chart)      | 2              |
| Eslovaquia (Rádio Top 100)                  | 41             |
| España (Top 100 Canciones)                  | 24             |
| Suecia Heatseeker (Sverigetopplistan)       | 8              |
| Reino Unido (UK Singles Chart)              | 3              |

### Posición fin de año
| Listas (2015)                        | Posición |
| ------------------------------------ | -------- |
| UK Singles (Official Charts Company) | 87       |

| Listas (2016)           | Posición |
| ----------------------- | -------- |
| Hungría (Dance Top 40)  | 59       |
| Hungría (Rádiós Top 40) | 2        |